# Víctor Gómez
Víctor Gómez Fuentes (Arequipa, 29 de julio de 1921 - 12 de noviembre de 2003) fue un futbolista peruano que desempeñaba como delantero.

## Trayectoria
Nació en Arequipa, Perú. Se inició en F.B.C. Piérola ganando ligas distritales del cercado de arequipa siendo unos de los mejores del plantel también fue seleccionado de arequipa y fue también entrenador. Emigraria a Lima para fichar por Universitario de Deportes en 1945, en el mismo año salió campeón fue titular en la zaga Crema siendo unos de las figuras siendo contribuyente para el título del plantel conformando por, Maximiliano Huapaya, Eduardo «Lolín» Fernández, Víctor Espinoza, Andrés da Silva, Teodoro «Lolo» Fernández, entre otros. En el año 1946 sale de bicampeón frente al Deportivo Municipal, conformando un gran equipo siendo otra vez unos de los mejores del plantel. En el año 1951 se retira del fútbol, tiempo después falleciera siendo así un excelente delantero de una gran trayectoria recordado en el club arequipeño F.B.C. Piérola y Universitario.

## Clubes
| Club           | País | Año         |
| -------------- | ---- | ----------- |
| F.B.C. Piérola | Perú | 1942 – 1944 |
| Universitario  | Perú | 1945 – 1951 |

## Palmarés
| Título                    | Club                      | País | Año  |
| ------------------------- | ------------------------- | ---- | ---- |
| Primera División del Perú | Universitario de Deportes | Perú | 1945 |
| Primera División del Perú | Universitario de Deportes | Perú | 1946 |